# Бейт Рахел - Хабад Любавич
„Бейт Рахел-Хабад Любавич“ (на казахски: „Бейт Рахель – Хаббад Любавич“ синагогасы) е синагога (еврейски молитвен дом) в гр. Астана, столицата на Казахстан.
Тя е най-голямата синагога в страната и в цяла Средна Азия.
Молитвеният дом в Астана обслужва еврейската общност в столицата, която наброява около 150 семейства , повечето от които се заселват в района през 1950-те години по време на кампанията за Овладяване на целината. Еврейските семейства идват от Беларус, Литва и Украйна.
Строителството на синагогата трае 2 години и половина, като завършването ѝ е ознаменувано с внасянето в молитвения дом на специално написан в Израел свитък с Тората. Синагогата е официално открита на 7 септември 2004 г.
Необходимите средства за строителството ѝ са осигурени от бизнесмена Александър Машкевич, ръководител на „Юрайжън Груп“ и близък приятел на президента Нурсултан Назарбаев. Еврейският молитвен дом е наречен в чест на майката на Машкевич и на Любавичевия равин, който в годините на сталинските репресии е изпратен в Казахстан и умира в Алмати.
Синагогата е разположена на брега на река Акбулак – малък приток на река Ишим, в старата част на Астана между Евразийския университет и нов жилищен компелкс. Студентите от университета често се разхождат около молитвения дом, чиито купол и синя фасада чудесно се съчетават с околните сгради. Синагогата е висока 25 метра, има обща площ от 5600 м² и може да побере около 4 хиляди вярващи, което я прави най-голямата в Казахстан и в цяла Средна Азия.
Въпреки че еврейската общност в Астана е малка, синагогата винаги е пълна с хора. Това се дължи на многото ѝ гости и посетители от други градове на Казахстан и от чужбина, тъй като тя е сред основните забележителности на казахската столица.
Синагогата „Бейт Рахел – Хабад Любавич“ е напълно действащ еврейски молитвен дом, в който се извършват ежедневни богослужения.